# Artëmovsk
Artëmovsk è una città della Russia siberiana meridionale (Territorio di Krasnojarsk).
Sorge nel versante sudoccidentale dei monti Saiani orientali, 862 km a sud di Krasnojarsk.